# Loge La Flandre
Loge La Flandre is een vrijmetselaarsloge in Brugge die behoort tot het Grootoosten van België.

## Geschiedenis
Loge La Flandre werd opgericht in 1881 en telde 66 leden in 1883 en 132 leden in 1906. De werkplaats bevond zich aanvankelijk in de Ridderstraat 18, sinds 1902 in de Beenhouwersstraat 2.
Over de geschiedenis van deze loge werd ter gelegenheid van haar honderdjarig bestaan een studie gepubliceerd, voorbehouden aan de leden van het Belgisch Grootoosten: La Flandre 1881-1981.
Van 8 tot 22 februari 1942 werd een anti-maçonnieke tentoonstelling gehouden in de lokalen van La Flandre. Die werd georganiseerd door de collaborerende vereniging 'De Volksmacht' van Joris Desbonnet. Van 1 maart 1943 tot 10 september 1944 werden de lokalen bezet door de collaborerende DeVlag.
La Flandre heeft twee dochterloges opgericht te Brugge, loge Tanchelijn in 1981 en loge Het Vierde Punt in 1991.
Sinds 1985 is La Flandre gejumeleerd met de Franse loge Le Phare Hospitalier, te Senlis (Oise), behorend tot het Grand Orient de France.
In 2006 werd de 125e verjaardag van de loge gevierd.

## Bekende leden
- Raymond Brulez (1895-1972), ambtenaar en schrijver, ingewijd in 1936.
- Ernest Callebout, architect
- Jaak Fontier, kunstcriticus
- Albert Goethals, etser, schilder
- Julius Sabbe (1846-1910), schrijver en leraar, stichter in 1881
- Victor Sabbe, advocaat en volksvertegenwoordiger, ingewijd in 1931
- Gilbert Swimberghe, schilder
- Albert Thooris, advocaat, volksvertegenwoordiger
- Achille Van Acker (1898-1975), socialistisch politicus en premier, ingewijd in 1929
- André Vlaanderen, tekenaar, etser
- Julius Wostyn, arts en volksvertegenwoordiger, ingewijd in 1932
- Frank Van Acker (1929-1992), socialistisch politicus en minister
- Mark Braet (1925-2003), communistisch politicus